# Hit Me
Pour plus de détails, voir Fiche technique et Distribution.
Hit Me est un film américain réalisé par Steven Shainberg, sorti en 1996. Il s'agit d'une adaptation du roman A Swell-Looking Babe de Jim Thompson publié en 1954 aux États-Unis et traduit en France sous le titre Un chouette petit lot dans la collection Série noire en 1968 et sous le titre Une jolie poupée dans la collection Rivages/Noir en 2017. C'est le romancier Denis Johnson qui signe le scénario du film.

## Synopsis
Sonny travaille dans un hôtel en faillite et mène une vie de misère avec son frère handicapé, jusqu'à l'arrivée d'une jeune femme. Une relation amoureuse commence alors. Un soir, alors qu'ils venaient de faire l'amour, la jeune femme pousse un cri atroce, faisant croire aux gens qu'on l'avait violée. Les problèmes de Sonny vont empirer. Cherchant un moyen de s'en sortir, il demande de l'aide à son vieil ami, qui lui propose de voler l'argent d'un client de l'hôtel et de donner une part à la fille pour qu'elle se taise.

## Fiche technique
- Titre original : Hit Me
- Réalisateur : Steven Shainberg
- Scénario : Denis Johnson, d'après le roman A Swell-Looking Babe de Jim Thompson
- Images : Mark J. Gordon
- Musique : Peter Manning Robinson
- Montage : Donn Aron
- Producteurs : Gregory Goodman, Steven Shainberg
- Pays d'origine :  États-Unis
- Distributeur : American World Pictures
- Genre : drame, film policier, thriller
- Durée : 125 minutes
- Dates de sortie :
  -  Canada : 9 septembre 1996
  -  États-Unis : 25 septembre 1998

## Distribution
- Elias Koteas : Sonny
- Laure Marsac : la jeune femme
- Jay Leggett (en) : Leroy Rose
- Bruce Ramsay : Del Towbridge
- Kevin J. O'Connor : Cougar
- Philip Baker Hall : Lenny Ish
- J. C. Quinn : Fred Bascomb
- Haing S. Ngor : Billy Tungpet
- William H. Macy : un policier
- Jack Conley : un garde du corps
- Arthur Senzy : Peter Stilwell